# Xã Liberty, Quận Bollinger, Missouri
Xã Liberty (tiếng Anh: Liberty Township) là một xã thuộc quận Bollinger, tiểu bang Missouri, Hoa Kỳ. Năm 2010, dân số của xã này là 1.371 người.